# FN M1900
FN M1900은 벨기에 에르스탈 국립공장이 존 브라우닝의 설계도에 따라 개발한 싱글 액션의 자동권총이다. 슬라이드를 사용하는 초기 권총 중 하나이며, 쇼트 리코일 방식이다. 비슷한 제품으로 콜트사의 M1900도 있다. 이 권총은 다음과 같은 이름으로도 알려졌다.
- FN Mle.1900
- Browning M1900
- Browning No.1

## 역사
1898년에 파브리크 나시오날 드 에르스탈사에 설계안이 제안되었고, 이듬해인 1899년부터 M1899라는 이름으로 생산하기 시작했다. 1900년에 기존의 M1899의 총열을 더 짧은 것으로 개량했고, 파브리크 나시오날 드 에르스탈사는 이름을 M1900으로 바꾸었다. 생산은 11년 동안 이뤄졌으나, 생산량은 70만정에 달했다. 콜트사의 M1900은 2000정에 불과했다.
이 권총은 역사적인 암살 사건에 몇 번 등장했다. 1904년, 유진 샤우만이 일련번호가 알려지지 않은 M1900을 사용하여 1904년에 핀란드의 러시아 총독 니콜라이 이바노비치 보브리코프를 암살했다. 1909년 10월 26일, 안중근 의사가 이토 히로부미를 사살할 당시에도 이 권총을 휴대했고, 사살도 이 권총으로 한 것으로 알려졌다(총기 일련번호 262336번). 하지만 흔히 알려진 바와 달리 1914년 사라예보 사건 당시에는 이 권총이 사용되지 않았으며, FN M1910이 사용되었다(총기 일련번호 19074번).
여러나라에서 이 권총을 불법 복제하기도 했는데 조선민주주의인민공화국도 64식이라는 이름으로 만들어 특수부대나 고급 장교용으로 사용했다고 한다.

## 같이 보기
- 콜트 M1900
- FN M1903
- FN 브라우닝 M1910